# Trick Bag
Trick Bag è il settimo album dei The Meters, pubblicato dalla Reprise Records nel luglio del 1976.

## Tracce
Brani composti dai The Meters, eccetto dove indicato
Lato A
1. Disco Is the Thing Today – 4:08
2. Find Yourself – 4:10
3. All These Things – 3:30 (Naomi Neville)
4. I Want to Be Loved by You – 5:22
5. Suite for 20 G – 4:30 (James Taylor)

Durata totale: 21:40
Lato B
1. (Doodle Loop) The World Is a Little Bit Under the Weather – 3:50 (Leo Nocentelli, Vincent Toussaint)
2. Trick Bag – 3:19 (Earl King)
3. Mister Moon – 4:00
4. Chug-A-Lug – 3:20
5. Hang 'Em High/Honky Tonk Woman – 5:35 (Dominic Frontiere/Mick Jagger, Keith Richards)

Durata totale: 20:04
Edizione CD del 2001, pubblicato dalla Reprise Records (8122-73549-2)
Brani composti dai The Meters, eccetto dove indicato
1. Disco Is the Thing Today – 4:16
2. Find Yourself – 4:08
3. All These Things – 3:27 (Naomi Neville)
4. I Want to Be Loved by You – 5:19
5. Suite for 20 G – 4:29 (James Taylor)
6. Doodle Loop (The World Is a Little Bit Under the Weather) – 3:48 (Leo Nocentelli, Vincent Toussaint)
7. Trick Bag – 3:16 (Earl King)
8. Mister Moon – 3:58
9. Chug-A-Lug – 3:18
10. Hang 'Em High – 2:17 (Dominic Frontiere)
11. Honky Tonk Woman – 2:33 (Mick Jagger, Keith Richards)
12. Love the One You're With – 3:31 (Stephen Stills) – Bonus Track
13. What More Can I Do? – 2:47 – Bonus Track
14. Down by the River – 9:02 (Neil Young) – Bonus Track
15. Come Together – 3:08 (John Lennon, Paul McCartney) – Bonus Track
16. Big Chief – 2:57 – Bonus Track

Durata totale: 62:14

## Musicisti
- Arthur Art Neville - organo, tastiere, voce
- Leo Nocentelli - chitarra, accompagnamento vocale
- George Porter Jr. - basso
- Joseph Zig Modeliste - batteria
- Cyril Neville - congas, percussioni, accompagnamento vocale

Ospiti
- Tony Owens - accompagnamento vocale, coro
- Terry Pesuki Smith - accompagnamento vocale, coro
- Earl King - parte vocale (brano: Trick Bag)[1]